# Marta Sztąberska
Marta Sztąberska (ur. 14 lipca 2003) – polska koszykarka występująca na pozycjach rozgrywającej lub  rzucającej, obecnie zawodniczka KS Basket 25 Ekstraklasy Sp. z oo Bydgoszcz.

## Osiągnięcia
Stan na 2 maja 2024, na podstawie, o ile nie zaznaczono inaczej.

### Drużynowe

#### Młodzieżowe
3x3
- Młodzieżowa mistrzyni Warmii i Mazur U23 3x3 (2021)
- Brązowa medalistka młodzieżowych mistrzostw Warmii i Mazur U23 3x3 (2022)
- Uczestniczka młodzieżowych mistrzostw Polski U23 3x3 (2022 – 10. miejsce)

### Reprezentacja
- Uczestniczka:
  - FIBA U18 Women’s European Challengers  (2021)
  - U–16 (2019 – 14. miejsce)
  - letniego olimpijskiego festiwalu młodzieży Europy (2019)